# Daya
Грейс Мартин Тандон (англ. Daya, Grace Martine Tandon) — американська поп-співачка, автор-виконавець. Володарка премії Греммі у категорії Best Dance Recording (2016) за пісню «Don't Let Me Down».

## Біографія
Див. також «Daya Music career» в англомовному розділі

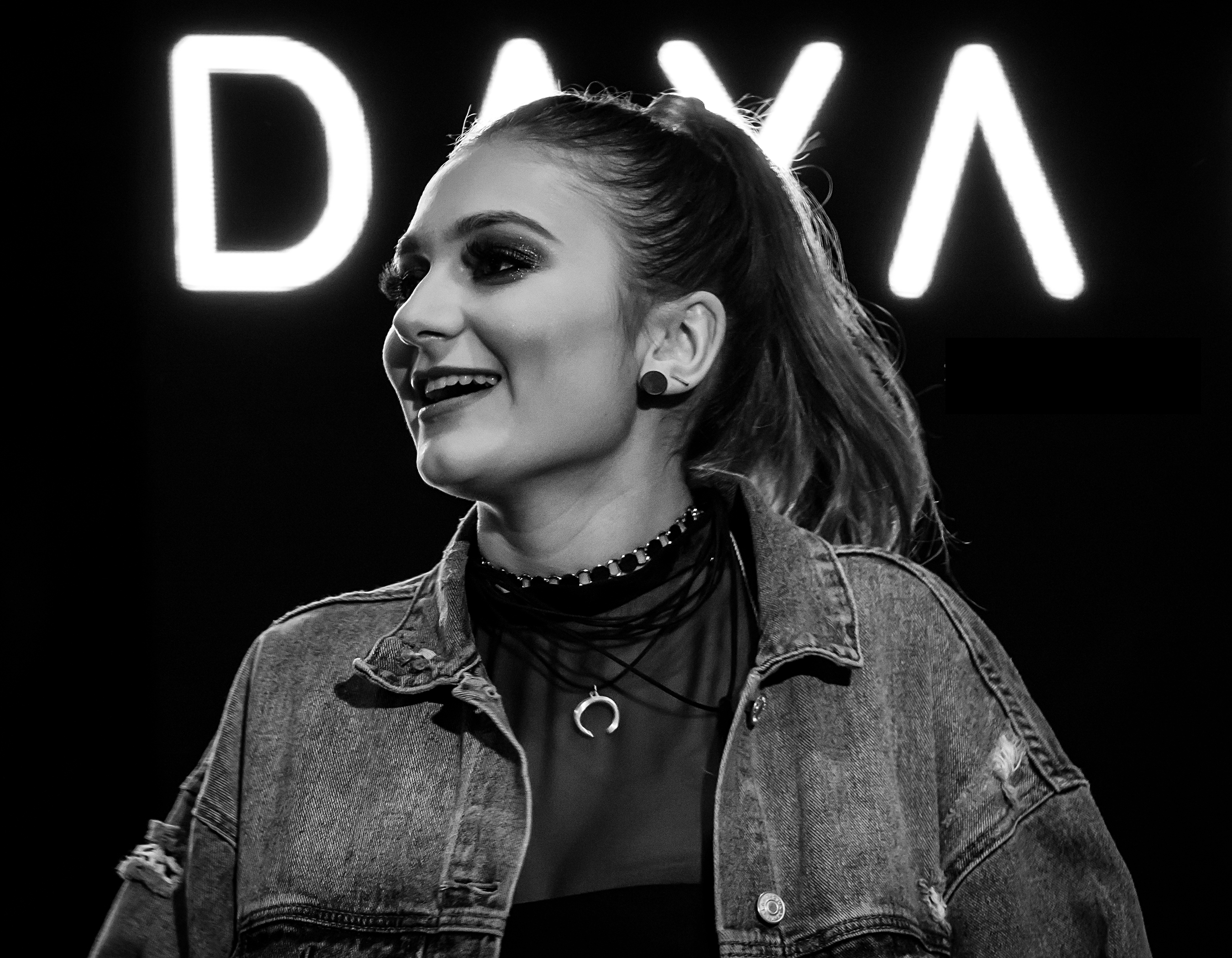
Дая у 2016 році відвідала радіо KIIS FM

Народилась 24 жовтня 1998 року у США (Піттсбург, Філадельфія), а виросла у передмісті Маунт-Лебанон, Пенсільванія. Її дідусь — американський індус. Сценічне ім'я Daya походить від слів «співчуття» або «доброта». У початковій школі вона навчалася у школі St. Bernard, пізніше вона закінчила середню школу Mt. Lebanon, яку закінчила у червні 2016 року. З 3 років дівчинка почала вчитися грі на піаніно, а вже у 11 років грала на джаз-піаніно. До цього часу, вона також навчилася грати на гітарі, укулеле, саксофоні і флейті.
В одинадцять, Дая була зарахована студентом до консерваторії Аччелерандо, яку створив Chirumbolo в Піттсбурзі. Там вона познайомилася з композитором і продюсером Джино Барлеттом. І Джино Барсетт, і Chirumbolo працювали у музичному таборі з Даєю і зрештою запросили її в Лос-Анджелес в лютому 2015 року на роботу і почали працювати над її вихідним матеріалом.

## Музична кар'єра
Професіональна кар'єра Даї почалася, коли її батьки відправили її до Лос-Анджелеса для роботи з Крістіною Чірумболо та Джіно Барлеттою, засновниками INSIDE ACCESS з Accelerando, Brett McLaughlin, Britten Newbill та Noisecastle III у студії звукозапису Paramount. Протягом часу, коли був записаний її дебютний сингл «Hide Away», Барлетта показав роботу Даї Стіву Запу з Z Entertaiment. Дая, котра була підлітком на той час, не думала, що з цього може щось вийти і наступного дня пішла назад до школи. Ветерану роботи на радіостанціях Запу пісня сподобалась, він був зацікавлений в допомозі співачці та збирався сформувати окремий лейбл разом с Барлеттою під назвою Artbeatz.
Пісня Даї «Hide Away» побачила світ 22 квітня 2015 року. Пісня отримала багато позитивних відгуків онлайн, а також підтримку від великої кількості відомих блогерів, включаючи Тайлера Оклі та Переса Хілтона, останній прокоментував її так: «У голосі Даї є щось незвичне». Джейсон Ліпшатц з Billboard також відмітив сингл на їхньому офіційному вебсайті, назвавши його «приголомшливим дебютом».
Співачка  дебютувала на телебаченні виступом з піснею «Hide Away» на шоу «Today with Kathie Lee and Hoda» 21 серпня як «Артист, на якого варто звернути увагу» від Елвіса Дюрана. Вона повернулася на шоу для його концертної серії 28 липня 2016.
Після успішного дебюту Дая випустила названий в честь себе EP Daya 4 вересня 2015, який складався з 6 пісень, включаючи «Hide Away». EP дебютував з 161 місця у Billboard 200, a «Hide Away» піднявся до 40 місця у чарті поп-пісень Billboard. 
30 жовтня 2015, Дая запустила продаж фізичних копій свого EP через мережу магазинів Target.
У 2016 Дая виступила на розігріві у поп-реп дуету Jack & Jack у рамках їх тура по США. 
У січні 2016 вийшла пісня «Don't Let Me Down» The Chainsmokers, записана разом з Даєю, піком якої була 3 позиція у чарті Hot 100, яка стала її другою піснею, що увійшла до топ-40 та її першою піснею в топ-10. Також вона випустила другий сингл с її EP, названого в честь себе під назвою «Sit Still, Look Pretty», яка дебютувала на 100-й позиції та дійшла до 28-ї, ставши її третьою появою в топ-40.
Даю запросили на виступ у рамках Easter Egg Roll у Білому Домі, де вона та її сім'я зустріли президента Барака Обаму та Першу Леді Мішель Обаму.
15 листопада 2016 Дая випустила свою пісню «Words» як третій сингл до дебютного альбому Sit Still, Look Pretty. 
6 грудня 2016 було анонсовано, що пісня «Don't Let Me Down» номінована на Греммі.
12 лютого 2017 «Don't Let Me Down» виграла Греммі в номінації як найкращий танцювальний запис на 59-й церемонії нагородження, що стало першою нагородою Греммі для співачки.

## Дискографія
Див.також «Daya Discography» в англомовному розділі.
- Sit Still, Look Pretty[en] (2016)

## Фільмографія
| Рік  | назва      | Грає | Примітки                                      |
| ---- | ---------- | ---- | --------------------------------------------- |
| 2016 | Школа року | Себе | «Я себе зачарував на вас» (Сезон 2: епізод 5) |

## Нагороди та номінації
| Рік  | Нагорода                    | Категорія                      | Робота              | Результат  |
| ---- | --------------------------- | ------------------------------ | ------------------- | ---------- |
| 2016 | Radio Disney Music Awards   | Найкращий новий артист         | Herself             | Номінована |
| 2016 | MTV Video Music Awards      | Найкраще електронне відео      | «Don't Let Me Down» | Номінована |
| 2016 | Latin American Music Awards | Улюблена танцювальна пісня     | «Don't Let Me Down» | Номінована |
| 2016 | American Music Awards       | Співпраця року                 | «Don't Let Me Down» | Номінована |
| 2017 | Grammy Awards               | Найкращий танцювальний запис   | «Don't Let Me Down» | Перемога   |
| 2017 | iHeartRadio Music Awards    | Танцювальна пісня року         | «Don't Let Me Down» | Очікується |
| 2017 | iHeartRadio Music Awards    | Найкраща співпраця року        | «Don't Let Me Down» | Очікується |
| 2017 | iHeartRadio Music Awards    | Найкраще музичне відео         | «Don't Let Me Down» | Очікується |
| 2017 | iHeartRadio Music Awards    | Найкращий новий поп-артист     | Herself             | Очікується |
| 2017 | Kids' Choice Awards         | Улюблений новий артист         | Herself             | Очікується |
| 2017 | WDM Radio Awards            | Найкращий електронний вокаліст | Herself             | Очікується |
| 2017 | WDM Radio Awards            | Найкращий трендовий трек       | «Don't Let Me Down» | Очікується |